# Caryospora madagascariensis
Caryospora madagascariensis – gatunek pasożytniczych pierwotniaków należący do rodziny Eimeriidae z podtypu Apicomplexa, które kiedyś były klasyfikowane jako protista. Występuje jako pasożyt węży. C. madagascariensis cechuje się tym iż oocysta zawiera 1 sporocystę. Z kolei każda sporocysta zawiera 8 sporozoitów.
Obecność tego pasożyta stwierdzono u Madagascarophis colubrinus i Mimophis mahfalensis należących do rodziny połozowatych (Colubridae).